# Шуша (певица)
Шу́ша (порт. Xuxa; род. 27 марта 1963, Санта-Роза, Риу-Гранди-ду-Сул) — бразильская поп-певица и телеведущая.
Ведёт детские телепередачи. Её песни тоже ориентированы в основном на детскую аудиторию. В списке её работ в кино более 15 полнометражных детских фильмов, где она либо играла, либо выступала в роли продюсера. Что касается музыки, Шуша является одной из самых успешных на международной арене певиц в истории Бразилии. По состоянию на 2008 год её музыкальные альбомы продались в количестве более 30 миллионов экземпляров. Была подругой бразильского гонщика Формулы-1 Айртона Сенны.
Шуша также представляла программы за пределами Бразилии в 90-е годы, такие как "El Show de Xuxa", записанное в Аргентине и показанное в 17 странах Латинской Америки и показанное в США на испанском телеканале Univision, "Xuxa Park" в Испании и «Xuxa», записанный на английском языке в США. Последний был показан в нескольких странах за пределами США, таких как Израиль, Китай, Филиппины и Россия.
Шуша поет начало аргентинской мыльной оперы, показанной в России в середине 90-х годов, «Голубое дерево».  Песня называется «Милагро де ла Вида».

## Дискография
См. «Discografia de Xuxa» в Википедии на португальском языке.